# Friedrich-Wilhelm-Weber-Museum
Das Friedrich-Wilhelm-Weber-Museum ist ein Museum in Bad Driburg-Alhausen im Geburtshaus des Arztes, Politikers und Dichters Friedrich Wilhelm Weber (1813–1894), der durch sein Vers-Epos Dreizehnlinden weit über die Grenzen Westfalens bekannt wurde.
Als Vierständerbau mit Deele 1793 errichtet, bewohnte die Familie des asseburgischen Försters Weber das Fachwerkhaus. Später als Scheune benutzt, wurde das Haus in den 1950er Jahren von der Stadt Bad Driburg erworben und wird seit 1953 als Gedenkstätte von der Friedrich-Wilhelm-Weber-Gesellschaft betreut.
Um die Deele liegen die Schauräume, von denen in jedem ein Thema darstellt wird: Persönlichkeit und Familie, Landarzt, Abgeordneter im preußischen Landtag, Dichter und Werkausgaben, dörfliches Leben. Ausgestellt werden neben diversen Bildern und historischen Dokumenten auch verschiedene Ausgaben und Übersetzungen von Webers Werken sowie einige Gedichte in der Originalhandschrift des Dichters.
In der Nachbarstadt Nieheim befindet sich im „Käsemuseum“ ebenfalls ein Gedenkraum. Die Räumlichkeiten innerhalb Webers letzten Wohnhauses in Nieheim wurden als Gedenkstätte aufgegeben. Die früher im „Weberhaus“ in Nieheim untergebrachten Diözesan-Bildungsstätte und Heim-Volkshochschule des Kolpingwerkes wurden zum 30. September 2011 geschlossen.